# Uromys vika
Rato gigante Vangunu (Uromys vika), localmente conhecida como a vika, é um gigante arbóreas de espécies de roedores da família Muridae. O rato foi descoberto na ilha de Vangunu nas Ilhas Salomão , em 2015, depois de anos de pesquisa com base em histórias locais, e descrito em 2017. Ele foi identificado como uma nova espécie com base no seu crânio, esqueleto e uma análise detalhada de DNA. O único indivíduo inicialmente coletado a partir de uma árvore caída (Dillenia salomonensis), medida de 46 cm de comprimento, pesava entre 0,5 a 1,0 kg e tinha o pêlo laranja-marrom. Acredita-se que sua dieta seja de Canarium e coco, e, provavelmente, frutas. A espécie é susceptível de ser designado criticamente em perigo de extinção.